# Guillaume Philippe Schimper
Guillaume Philippe (Wilhelm Philipp) Schimper fue un botánico, micólogo, paleontólogo francés (* 12 de diciembre de 1808, Dossenheim-sur-Zinsel-20 de marzo de 1880, Estrasburgo.
Hijo de un pastor religioso, pasa su infancia en Offwiller, Departamento del Bajo Rin donde su padre oficiaba. Comienza estudios de Teología protestante en el Seminario de Estrasburgo, antes de orientarse hacia una carrera científica.
En 1833, con una propuesta de Pierre Louis Voltz, acepta el cargo de auxiliar de naturalista, en el Museo de Historia natural de Estrasburgo. En 1839, es conservador de ese establecimiento, donde permanecerá durante cuarenta años, hasta su muerte. Se ocupa de la cátedra de Geología y de Mineralogía, y de Botánica en la Universidad de Estrasburgo.
Schimper estuvo muy particularmente interesado en los musgos; publicando un tratado en cinco vols. Bryologia europaea. Igualmente estudia el gres de Voltzia (trias) y sus plantas fósiles a las que consagra un tratado de 2600 pp. de paleontología vegetal, entre 1869 y 1874.
Su hijo Andreas Franz Wilhelm Schimper sigue sus trazos y sería igualmente botánico.

## Honores
- Caballero de la Legión de Honor en 1860 (y fue hecho oficial en 1877)
- Miembro correspondiente de la Academia de Ciencias de París y miembro de muchas Academias en Europa.

### Epónimos
- (Brassicaceae) Schimpera Steud. & Hochst. ex Endl.[1]

- La abreviatura «Schimp.» se emplea para indicar a Guillaume Philippe Schimper como autoridad en la descripción y clasificación científica de los vegetales.[2]

## Publicaciones
- Con Philipp Bruch y Th. Gümbel: Bryologia europaea (Stuttgart 1836–55, 6 Bde. mit 640 Tafeln), + Supplement, Stuttgart 1864–66, mit 40 Tafeln
- mit A. Mougeot: Monographie des Plantes fossiles du Gres Bigarre de la chaine des Vosges, Leipzig 1844
- Stirpes normales bryologiae europaeae, Straßburg 1844–1854
- Recherches anatomiques et morphologiques sur les mousses, Straßburg 1849
- Icones morphologicae, Stuttgart 1860
- Mémoire pour servir à l'histoire naturelle des Sphagnum, Paris 1854 (deutsch, Stuttgart 1857)
- Palaeontologica alsatica, Straßburg 1854 f.
- Synopsis muscorum europaeorum, Stuttgart 1860, 2. Aufl. 1876
- Le terrain de transition des Vosges, Straßburg 1862, mit Köchlin
- Traité de paléontologie végétale, Paris 1869–74, 3 Bände